# Jakobstraße (Weimar)

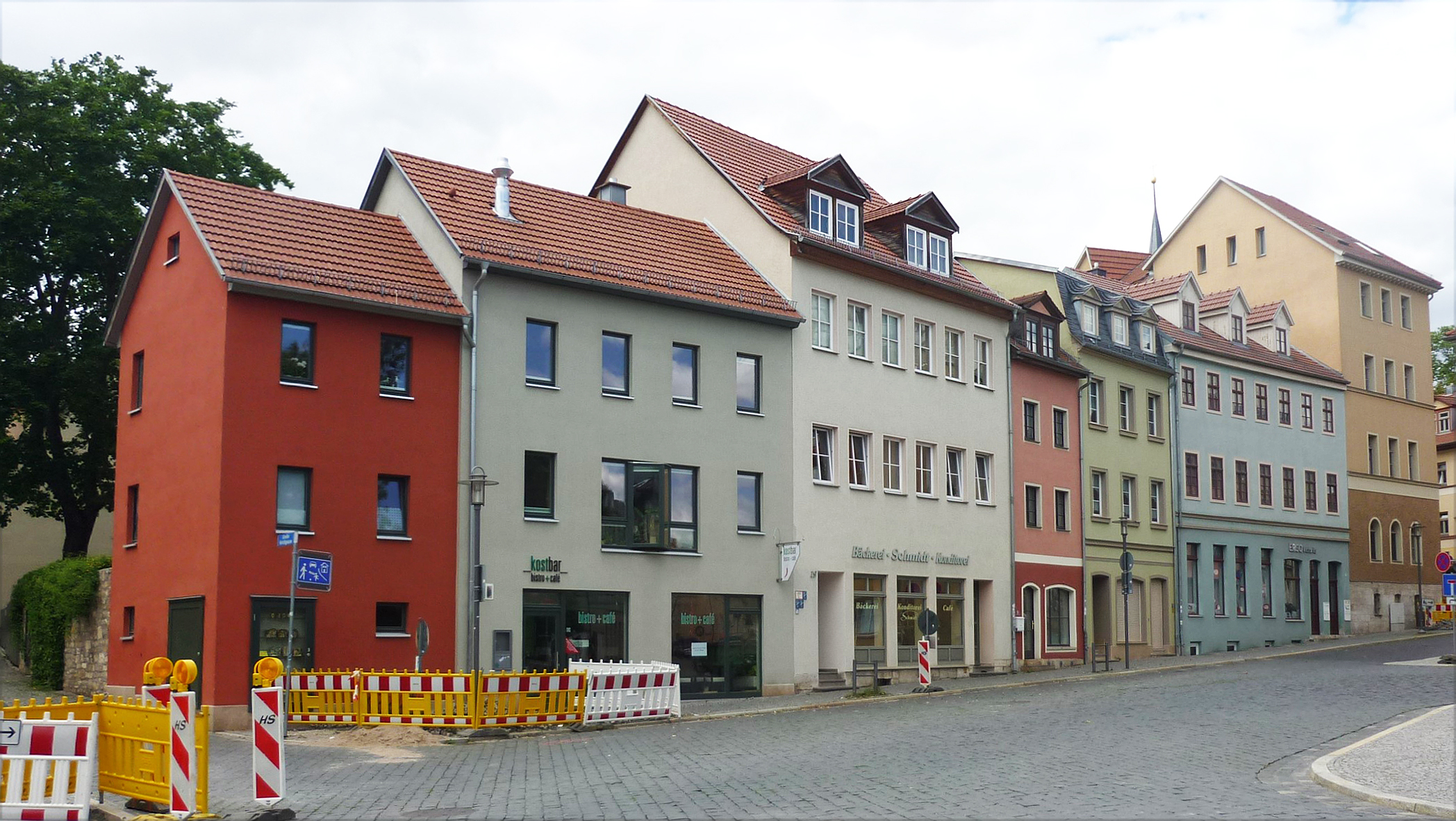
Jakobstraße in Weimar

Die Jakobstraße ist die einzige Straße aus der Weimarer Altstadt, die über den Graben in die Jakobsvorstadt führt, wo sie am Jakobsplan vor der Friedensstraße endet. Sie beginnt am Herderplatz und wurde ab ca. 1837 so benannt. 
Im Bereich der Altstadt ist die Jakobstraße eine Wohn- und Geschäftsstraße. Am Graben befand sich einst das mittelalterliche Jakobstor. Die Jakobstraße wurde bereits bei der Stadtgründung angelegt und stellt die Verbindung der Stadt zur Jakobsvorstadt her. In der Jakobstraße 10 steht das stattliche Bürgerhaus, das Kirms-Krackow-Haus, das aus dem 16. Jahrhundert stammt. Dieses wiederum steht auf der Liste der Kulturdenkmale in Weimar (Einzeldenkmale) wie die Hausnummer 18, ein Wohn- und Geschäftshaus. In der Hausnummer 15 wohnte der Baumeister des Barock Gottfried Heinrich Krohne, was auch eine Gedenktafel ausweist. Die Jakobstraße 20 ist die ehemalige Eisenwarenhandlung von Albert Kirchner.
Die gesamte Jakobsstraße steht auf der Liste der Kulturdenkmale in Weimar (Sachgesamtheiten und Ensembles).